# Michał Kosznicki
Michał Dariusz Kosznicki – polski historyk, doktor habilitowany nauk humanistycznych, pracownik naukowy Instytutu Historii Wydziału Historycznego Uniwersytetu Gdańskiego.

## Życiorys
W 1988 r. otrzymał magisterium na Uniwersytecie Gdańskim, w 1997 r. obronił pracę doktorską pt. Kształcenie i wychowanie w literaturze zachodniego chrześcijaństwa I-IV wiek n.e., której promotorem był prof. Juliusz Jundziłł, w 2015 r. habilitował się na podstawie pracy zatytułowanej Idee edukacyjne późnoantycznej sofistyki IV wieku. Był adiunktem w Instytucie Pedagogiki na Wydziale Wydział Pedagogiki i Psychologii Uniwersytetu Kazimierza Wielkiego, oraz w Instytucie Historii na Wydziale Filologicznym Historycznym Uniwersytecie Gdańskim.
Pracuje na stanowisku profesora uczelni i kierownika w Instytucie Historii na Wydziale Historycznym Uniwersytetu Gdańskiego i eksperta Zespołu do spraw Jakości Kształcenia Nauczycieli Konferencji Rektorów Akademickich Szkół Polskich (KRASP).
Należy do Rady Dyscypliny Naukowej – Historii Uniwersytetu Gdańskiego.